# РПК
РПК (на руски: Ручной пулемёт Калашникова) е съветска лека картечница, разработена от Михаил Калашников през 50-те години на миналия век заедно с автомата АКМ. РПК измества от въоръжение РПД в Съветския съюз, макар в наши дни да се използва редом с нея в някои страни.
По външен вид и габарити наподобява АК-47, но е по-тежка и има пълнител с по-голям обем. Визуалните разлики са незначителни – по-различен приклад и по-дълга цев.
Оръжието се произвежда в два основни калибъра – 7,62×39 mm и 5,45×39 mm. В България се произвежда и в калибър 5,56×45 mm NATO, съвместим със стандартите на северноатлантическия договор. РПК е предпочитана лека картечница заради съвместимостта на боеприпасите с други широко разпространени оръжия, лесната поддръжка и високата си ефективност.
РПК е на въоръжение в Албания, Алжир, Ангола, Афганистан, Беларус, България, Виетнам, Джибути, Египет, Етиопия, Индия, Ирак, Иран, Кабо Верде, Камбоджа, Коморските острови, КНДР, Куба, Мали, Молдова, Нигерия, Никарагуа, Полша, Румъния, Русия, Сиера Леоне, Сирия, Судан, Турция, Украйна, Унгария и Чад. Произвежда се по лиценз в България (като LMG от компанията Арсенал), Египет, Ирак (като Ал-Кудс) и в Румъния (като Puşcă Mitralieră model 1964 / 1993).